# Scotophilus leucogaster
Chauve-souris jaune à ventre blanc
Espèce
Statut de conservation UICN

LC : Préoccupation mineure
Scotophilus leucogaster, la Chauve-souris jaune à ventre blanc, est une espèce de chauves-souris de la famille des Vespertilionidae et du genre Scotophilus.

## Description
Le museau est court, les oreilles petites et la fourrure laineuse et douce. La taille est moyenne : longueur du corps (tête comprise) d’une douzaine de cm, queue d’environ 4,5 cm, et avant-bras d’environ 5 cm pour une masse corporelle aux alentours de 20 g à l'âge adulte,. La coloration est variable, la surface dorsale ayant des tonalités de jaune ou de brun jaunâtre et la surface ventrale étant blanchâtre ou jaunâtre. Chauves-souris trapues à tête aplatie et long tragus effilé, les espèces du genre Scotophilus possèdent également des glandes enflées aux coins de la bouche et ont leur queue assez incluse dans la partie arrière du patagium membraneux. L'espèce est insectivore, et sort tôt le soir pour chasser. 

## Répartition et habitat
S. leucogaster est un complexe comprenant des sous-espèces (S. l. nucella, S. l. dinganii, S. l. colias, et S. l. nux), dont la répartition générale est vaste : toute l’Afrique subsaharienne à l’exception d’une partie du bassin forestier congo-gabonais, et de l’extrême sud du continent,. Il peuple des habitats variés, y compris les montagnes, diverses forêts et la brousse désertique.

## Statut de conservation
En 2021, l'espèce est considérée comme de préoccupation mineure (LC) par l'UICN.

## Systématique
Le nom valide complet (avec auteur) de ce taxon est Scotophilus leucogaster (Cretzschmar, 1826).
L'espèce a été initialement classée dans le genre Nycticejus sous le protonyme Nycticejus leucogaster Cretzschmar, 1826.